# Francesco Goggia
Francesco Mario Giuseppe Alberto Goggia (Principato di Monaco, 7 gennaio 1871 – Genova, 22 aprile 1950) è stato un militare e politico italiano.

## Biografia
Entrato in accademia nel 1888, sottotenente nel 1º reggimento alpini due anni dopo, viene nominato aiutante maggiore nel 2º reggimento e promosso tenente. Dopo la scuola di guerra viene comandato a prestare servizio di Stato maggiore al comando del 4º corpo d'armata e come aiutante maggiore al comando di divisione di Cuneo. Promosso capitano tra il 1905 e il 1910 è comandante del 3º reggimento alpini. All'entrata dell'Italia nella prima guerra mondiale è maggiore e comandante facente funzioni del 7º reggimento alpini, e come tale parte per il fronte nella zona di operazioni in Carnia. Negli anni del conflitto è promosso tenente colonnello e colonnello; catturato dagli austriaci durante la ritirata dal fronte della Venezia Giulia, rimane prigioniero di guerra dall'ottobre 1917 al dicembre 1919.
Nel 1920 fa parte della missione militare italiana inviata a Vienna per l'esecuzione delle norme dell'armistizio firmato il 3 novembre 1918. Promosso generale di brigata, ricopre le funzioni di capo del reparto operazioni dello Stato maggiore ed è in seguito comandante della brigata Pistoia, dove rimane fino al 1926. Conclude la carriera al comando della divisione territoriale militare di Roma, assunto nel 1930. È stato membro della commissione mista per l'esame delle ricompense al valor militare per atti di valore compiuti nelle colonie e della commissione per il riordinamento degli Stati maggiori.